# Autheuil (Eure-et-Loir)
Autheuil ist eine Ortschaft und eine ehemalige französische Gemeinde mit 175 Einwohnern (Stand: 1. Januar 2019) im Département Eure-et-Loir in der Region Centre-Val de Loire. Sie gehörte zum Kanton Brou im Arrondissement Châteaudun.
Autheuil wurde mit Wirkung vom 1. Januar 2017 mit den früheren Gemeinden Charray, Cloyes-sur-le-Loir, Douy, La Ferté-Villeneuil, Le Mée, Montigny-le-Gannelon, Romilly-sur-Aigre und Saint-Hilaire-sur-Yerre zur Commune nouvelle Cloyes-les-Trois-Rivières zusammengeschlossen und hat in der neuen Gemeinde den Status einer Commune déléguée.
Nachbarorte sind Saint-Hilaire-sur-Yerre im Nordwesten, Douy im Norden, La Chapelle-du-Noyer im Nordosten, Thiville im Osten, La Ferté-Villeneuil im Südosten, Romilly-sur-Aigre im Süden, Cloyes-sur-le-Loir im Südwesten und Montigny-le-Gannelon im Westen.

## Bevölkerungsentwicklung

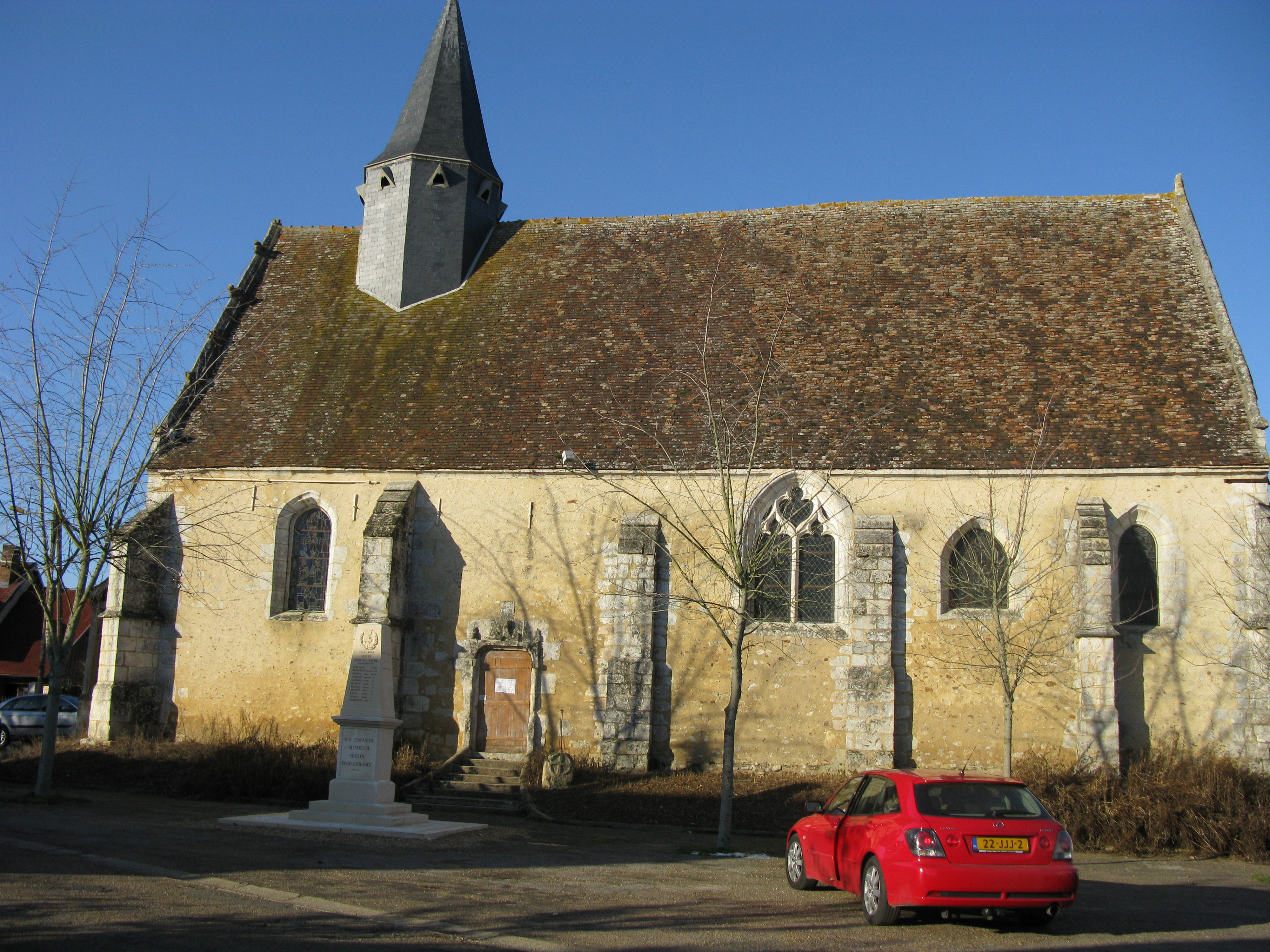
Kirche Saint-Avit

| Jahr      | 1961 | 1968 | 1975 | 1982 | 1990 | 1999 | 2008 | 2015 |
| --------- | ---- | ---- | ---- | ---- | ---- | ---- | ---- | ---- |
| Einwohner | 209  | 229  | 252  | 242  | 237  | 217  | 229  | 192  |